# Philippe-Auguste Jeanron
Philippe-Auguste Jeanron (født 10. maj 1809 i Boulogne-sur-Mer, død 8. april 1877 på slottet Comborn i Corrèze) var en fransk maler, museumsdirektør og forfatter.
Jeanron, Xavier Sigalons elev, var fra 1848 et par år generaldirektør for nationalmuseerne og viste her stor administrativ evne (omordning af Louvre, oprettelse af provinsmuseer, Luxembourgmuseet etc.). Han var 1863-1869 kunstakademidirektør i Marseille. Hans livfulde soldaterbilleder gjorde megen lykke: De små patrioter (1830, museet i Caen), Lejren ved Ambleteuse (1854, museet i Aix), Ambleteuses forladte havn (kom til Luxembourgmuseet) etc. Også portrætter findes af hans hånd: Godefroi Cavaignac m. v. i Versailles. Han skrev blandt andet Origines et progrès de l'art (1849) og kommenterede en udgave (1834 ff.) af Vasari.